# Leo Beenhakker
Leo Beenhakker (* 2. August 1942 in Rotterdam; † 10. April 2025 ebenda) war ein niederländischer Fußballtrainer.

## Karriere
Leo Beenhakker spielte als Amateur Fußball und arbeitete ab 1965 als Trainer. Nach Trainerstellen bei kleineren niederländischen Vereinen leitete er ab 1976 das Fußballinternat von Ajax Amsterdam und wurde vom Jugendtrainer zum Chefcoach von Ajax befördert. Danach war er unter anderem Trainer von Real Saragossa, der niederländischen Fußballnationalmannschaft, Real Madrid, Grasshopper Club Zürich und Feyenoord Rotterdam. Er wurde je dreimal niederländischer und spanischer Meister.
Seine erste Weltmeisterschaftsteilnahme erlebte er 1990 in Italien mit den Niederlanden. Im Achtelfinale schied er mit seiner Mannschaft gegen den späteren Weltmeister Deutschland (1:2) aus.
Nachdem er als Trainer der Nationalmannschaft von Trinidad und Tobago berufen worden war, führte er diese am 16. November 2005 zu ihrer ersten Teilnahme an einer Fußballweltmeisterschaft. In den Gruppenspielen der Fußball-Weltmeisterschaft 2006 in Deutschland sorgte seine Mannschaft mit einem Unentschieden gegen Schweden für eine Überraschung. Auch gegen England hielt seine Mannschaft ein 0:0 bis kurz vor Schluss, verlor dann mit 0:2.
Damit war Beenhakker der Trainer mit den meisten WM-Spielen (7), der kein einziges gewinnen konnte. 
Am 11. Juli 2006 wurde Beenhakker vom polnischen Fußballverband PZPN als neuer polnischen Nationaltrainer vorgestellt. Sein Einstiegsgehalt betrug 600.000 Euro pro Jahr. Am 16. August 2006 hatte Beenhakker sein Debüt mit der polnischen Nationalmannschaft bei einem Freundschaftsspiel gegen Dänemark, das mit 0:2 verloren wurde. In die darauf folgende Qualifikation zur Fußball-Europameisterschaft 2008 startete sein Team mit einer Heimniederlage gegen Finnland. So stand Beenhakker nach zwei Spielen in der öffentlichen Kritik. Nach einem Unentschieden gegen Serbien startete Beenhakker mit Polen eine Siegesserie, die schließlich zur erstmaligen Qualifikation Polens für eine Europameisterschaft führte. Der polnische Staatspräsident Lech Kaczyński zeichnete ihn daraufhin mit dem Orden „Polens Wiedergeburt“ aus.
Nach einer 0:3-Niederlage am 9. September 2009 in Slowenien, mit der das Team seine letzte Chance zur Qualifikation für die Weltmeisterschaft 2010 verspielte, trennte sich der polnische Fußballverband von Beenhakker.
Ab 2009 war Beenhakker technischer Direktor von Feyenoord Rotterdam, das in der Eredivisie 2010/11 eine der schlechtesten Spielzeiten seit Jahren absolvierte; unter ihm verlor das Team unter anderem mit 0:10 gegen PSV Eindhoven. Im Januar 2011 trennte sich der Verein nach Meinungsverschiedenheiten von Beenhakker.
Ende Juli 2011 unterzeichnete Beenhakker einen Vertrag als Sportdirektor beim ungarischen Verein Újpest Budapest. Der Vertrag wurde nach dem Verkauf des Klubs an den belgischen Unternehmer Roderick Duchatelet im Oktober 2011 beendet.
Beenhakker starb am 10. April 2025 im Alter von 82 Jahren.